# Sædding

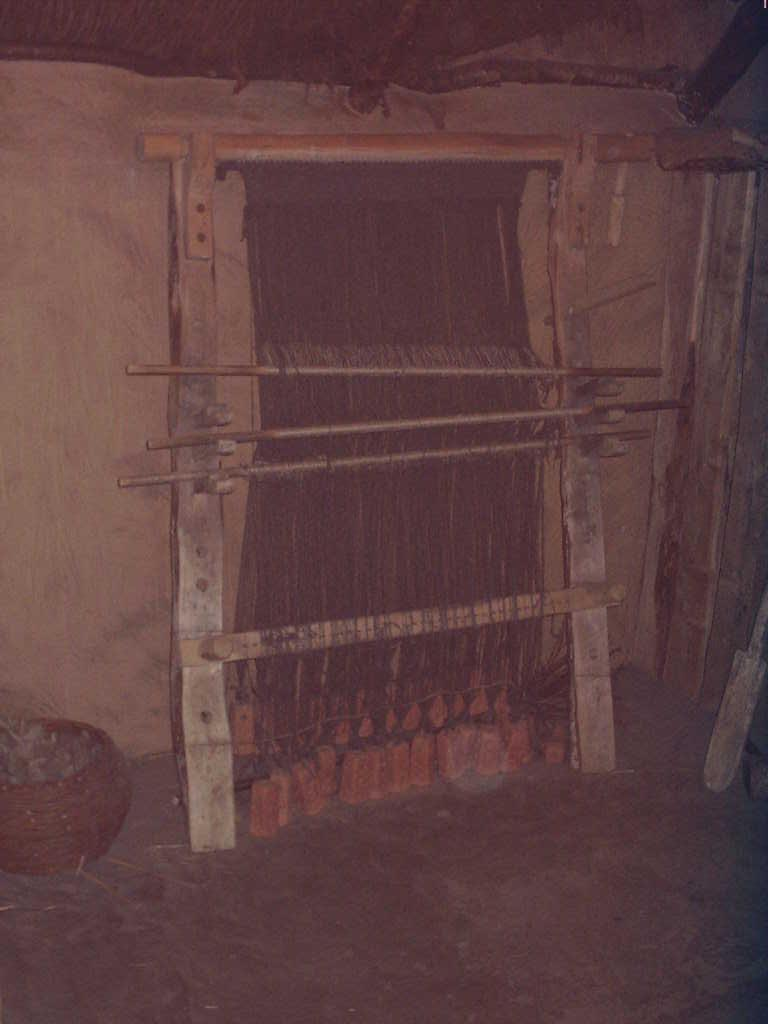
Webstuhl im Museum Esbjerg – Rekonstruktion

Sædding (früher Sæthum, auch Sæddæn) ist ein nördlicher Vorort von Esbjerg in Jütland in Dänemark. 
Von 1973 bis 1976 wurde hier auf einer Fläche von 3,5 ha ein Wikingerdorf ausgegraben, das etwa 200 Jahre bis um das Jahr 1100 n. Chr. bestand. Im Zentrum lagen sechs bis sieben große Häuser um einen 150 × 30 m messenden Platz. Die Hauptgebäude waren 25,0 bis 55,0 m lang. Mehrere Nebengebäude und Grubenhäuser waren Werkstätten zum Weben und Schmieden. Die Gebäude wurden mehrmals umgebaut. Insgesamt wurden über 100 Langhäuser, 75 Grubenhäusern und sieben Brunnen erkannt. 
Eines der ältesten christlichen Bronzekreuze Dänemarks wurde hier gefunden. 